# Ciencias Club de Rugby
El Real Ciencias Rugby Club (Real Ciencias RC), conegut anteriorment com a El Monte Ciencias Club de Rugby i actualment com Real Ciencias La Carloteña per motius comercials, és un club de rugbi de Sevilla.
Fundat el 1972 a la Facultat de Biologia de la Universitat de Sevilla, els seus primers anys participà a les lligues universitàries i regionals i al final de la temporada 1988-89 aconseguí l'ascens a la Divisió d'Honor de rugbi. L'arribada de l'entitat bancaria El Monte com a patrocinador el 1991 fa que el club visqui la seva millor etapa esportiva amb la consecució de dues Lligues espanyoles (1991-92, 1993-94) i tres Copes del Rei (1994, 1995, 1996) i una Copa Ibèrica (1995). És considerat com un dels clubs de rugbi més destacats d'Andalusia i molts dels seus jugadors han competit amb la selecció espanyola de rugbi.

## Palmarès
- 2 Lligues espanyoles de rugbi: 1991-92, 1993-94
- 3 Campionats d'Espanya de rugbi masculí: 1993-94, 1994-95, 1995-96
- 1 Copa Ibèrica de rugbi: 1995
- 7 Copes d'Andalusia de rugbi